# Поинга (река)
По́инга (Тоинга) — река в России, протекает по Сысольском и Сыктывдинскому району Республики Коми. Устье реки находится в 120 км по правому берегу реки Сысола. Длина реки составляет 82 км.

## Притоки
(от устья)
- 30 км: Тыла (лв)
- Лов (пр)
- Картаёль (лв)
- Паньёльшор (лв)
- 54 км: Джепт(пр)
- 56 км: Важъю (пр)
- Изъёль (пр)
- 73 км: Капса (лв)
- Ыджыдшор (пр)

## Данные водного реестра
По данным государственного водного реестра России относится к Двинско-Печорскому бассейновому округу, водохозяйственный участок реки — Вычегда от истока до города Сыктывкар, речной подбассейн реки — Вычегда. Речной бассейн реки — Северная Двина.
Код объекта в государственном водном реестре — 03020200112103000019799.